# Hollandse Ijsselbarriären

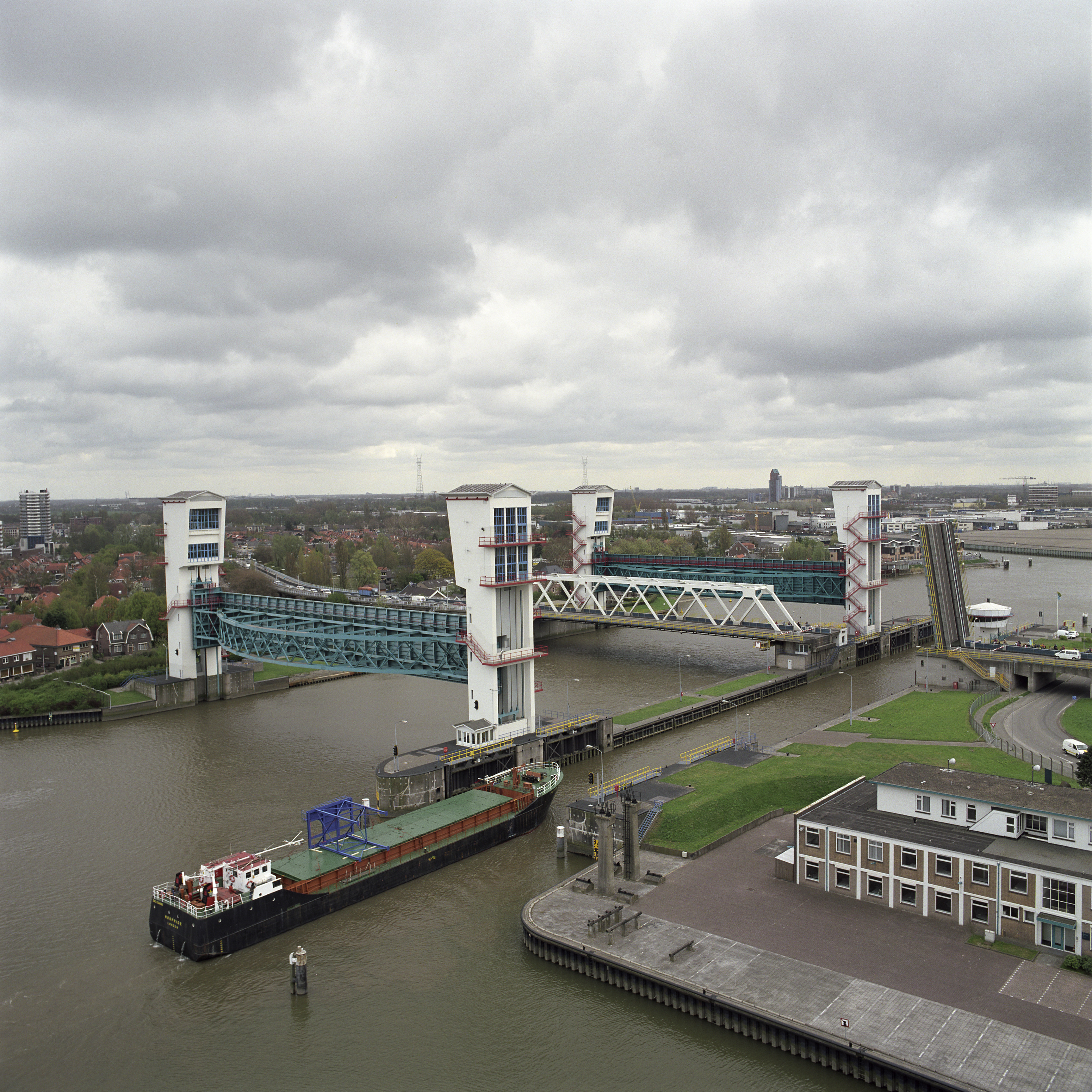
Hollandse IJsselbärriären

Hollandse Ijsselbarriären (nederländska: Stormvloedkering Hollandse IJssel och Hollandsche IJsselkering, även Algerakering) är en översvämningsbarriär nära Rotterdam i västra Zuid-Hollandi Nederländerna. Barriären kan stängas vid hotande översvämningar från Nordsjön och utgör den första delen av Deltawerken och invigdes 1958.

## Geografi
Barriären sträcker sig över floden Hollandse IJssel kort före sammanflödet med floden Nieuwe Maas mellan kommunerna Capelle aan den IJssel och Krimpen aan den IJssel öster om Rotterdams centrum. Hollandse Ijsselbarriären skyddar det lägstliggande området på ca 6,5 meter under havsytan i Nederländerna.

## Konstruktionen
Barriären löper genom floden och utgörs av två stålportar. Portdörrarna har en vikt om cirka 635 ton vardera med en längd om cirka 81,2 meter och en höjd om ca 11,5 meter över vattenytan. Portdörrarna är placerade mella 2 cirka 45 meter höga betongtorn.
Det finns 1 sluss genom barriären, när portarna är stängda kan fartyg passera genom den cirka 24 meter breda "Algera-slussen" direkt nordväst om barriären. Anläggningen har reservkraftverk så barriären kan användas även vid strömavbrott.
Den ca 670 meter långa bron Algerabrug leder över barriären.

## Historia
Första spadtaget gjordes 18 januari 1954 året efter Stormfloden i Nordsjön 1953. Den första teststängningen genomfördes den 6 maj 1958. Barriären invigdes den 22 oktober samma år och namngavc då Algerakering efter den tidigare transportministern Jacob Algera (Ministerie van Verkeer en Waterstaat).
Bron Algerabrug utgör den första fasta landförbindelsen mellan Krimpen aan den IJssel och övriga Zuid-Holland.
Sedan byggandet av Maeslantbarriären minskade behovet av Hollandse Ijsselbarriären, dock tar stängningen betydligt längre tid än för Hollandse Ijsselbarriären.
Den 6 november 2018 utsågs Hollandse Ijsselbarriären till ”Rijksmonument” (Nationalmonument).